# Atlamajac
Atlamajac är en ort i Mexiko.   Den ligger i kommunen Tlapa de Comonfort och delstaten Guerrero, i den sydöstra delen av landet, 220 km söder om huvudstaden Mexico City. Atlamajac ligger 1 061 meter över havet och antalet invånare är 1 737.
Terrängen runt Atlamajac är huvudsakligen kuperad. Atlamajac ligger nere i en dal. Runt Atlamajac är det ganska tätbefolkat, med 108 invånare per kvadratkilometer. Närmaste större samhälle är Tlapa de Comonfort, 3,2 km väster om Atlamajac. I omgivningarna runt Atlamajac växer huvudsakligen savannskog.